# Svensktoppen
Svensktoppen é uma parada musical da Sveriges Radio (em português: "Rádio Suécia"). Até janeiro de 2003, as músicas obrigatoriamente tinham que ser em língua sueca. Svensktoppen está no ar desde 1962. A rádio apenas não funcionou em 1982 e 1985. A Svensktoppen vai ao ar uma vez por semana. Nos últimos anos, antes da mudança em janeiro de 2003, o programa era fortemente dominado por música dansband, um estilo pop na música sueca.
O primeiro sucesso foi a música "Midnattstango", do artista sueco Lars Lönndahl